# Relations entre la Belgique et les États-Unis

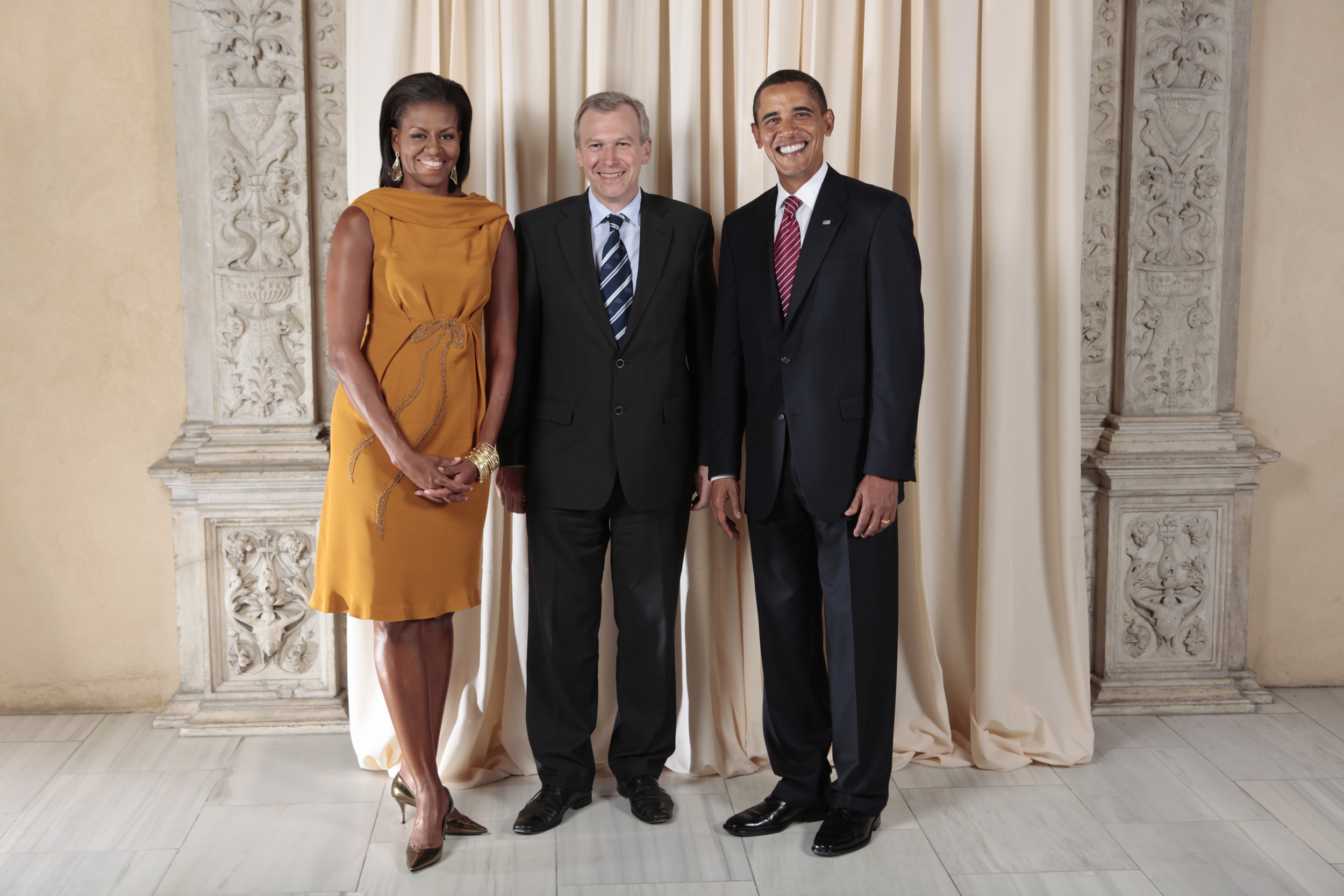
Le président américain Barack Obama et la première dame Michel Obama avec le premier ministre belge Yves Leterme durant une réception au Metropolitan Museum

Les relations belgo-américaines sont les relations diplomatiques entre la Belgique et les États-Unis. Les deux pays entretiennent une relation bilatérale amicale et continuent à célébrer les relations de coopération. En 2007, l'année a marqué le 175e anniversaire des relations entre les nations.
Selon le rapport 2012 sur le leadership mondial des États-Unis, 26 % des Belges approuvent la  prédominance américaine, 16 % la désapprouvent et 58 % sont indécis.

## Histoire

### Commerce
En novembre 1845, un traité de commerce et de navigation est conclu entre la Belgique et les Etats-Unis d'Amérique à Bruxelles.

### Guerre de Sécession
Durant la guerre civile, Léopold Ier maintint une présence diplomatique neutre sans soutenir directement le camp Nordiste ou Sudiste.

### Première Guerre mondiale
Après l'invasion allemande de la Belgique en 1914, l'ingénieur des mines et futur président américain Herbert Hoover créa diverses organisations pour apporter de l'aide comme la Commission for Relief in Belgium et le Comité National pour l'aide et l'alimentation. À la fin de la guerre, ces organismes avaient accumulé un surplus net de 30 millions $ de fonds, qui ont été utilisés pour améliorer le système éducatif belge.

### Seconde Guerre mondiale
Les États-Unis ont aidé à libérer la Belgique de l'occupation allemande avec les troupes britanniques, canadiennes celles de la résistance belge. Le Congo belge a jouer un rôle majeur dans le projet Manhattan en livrant de l'uranium.

### Guerre froide
Dans le cadre du plan Marshall, la Belgique a reçu une aide financière des États-Unis, même si la reprise économique belge était antérieure au plan. La Belgique et les États-Unis ont tous deux été parmi les membres fondateurs de l'OTAN, une alliance de défense collective de l'Atlantique Nord. La Belgique a également participé à la mission de l'ONU dirigée par les États-Unis pour repousser l'invasion de la Corée du Sud par la Corée du Nord pendant la guerre de Corée.

### Présent
Les États-Unis apprécient l'activisme de la Belgique dans les affaires internationales, notamment sa participation à la Force internationale d'assistance et de sécurité en Afghanistan, sa reconstruction et son aide au développement de l'Irak, ses missions de paix dans les Balkans et au Liban, son offre fréquente de transport aérien dans les crises internationales et l'organisation de dialogues transatlantiques en 2005 et 2007 entre les ministres européens des affaires étrangères et le secrétaire d'État,.
En tant que nation tournée vers l'extérieur, la Belgique travaille en étroite collaboration avec les États-Unis sur le plan bilatéral et au sein d'organisations internationales et régionales pour encourager la coopération économique et politique et l'aide aux pays en développement. La Belgique a accueilli sur son territoire des centaines d'entreprises américaines, dont beaucoup ont leur siège européen dans ce pays.